# Eutrinita
Eutrinita là một chi bướm đêm thuộc họ Erebidae.